# Alvin e os Esquilos (série de filmes)
O grupo de canto animado ficcional Alvin e os Esquilos criado por Ross Bagdasarian têm aparecido em oito longas-metragens desde sua estréia.

## Filmes
| Filme                           | Data de lançamento     | Diretor(es)   | Roteirista(s)                           | História(s)                           | Produtor(es)                     |
| ------------------------------- | ---------------------- | ------------- | --------------------------------------- | ------------------------------------- | -------------------------------- |
| Alvin e os Esquilos             | 14 de dezembro de 2007 | Tim Hill      | Jon Vitti, Will McRobb e Chris Viscardi | Tim Hill                              | Janice Karmam e Ross Bagdasarian |
| Alvin e os Esquilos 2           | 23 de dezembro de 2009 | Betty Thomas  | Jon Vitt, Jonathan Aibel Green Berger   | Jon Vitt, Jonathan Aibel Green Berger | Janice Karmam e Ross Bagdasarian |
| Alvin e os Esquilos 3           | 16 de dezembro de 2011 | Mike Mitchell | Jonathan Aibel e Glenn Berger           | Jonathan Aibel e Glenn Berger         | Janice Karmam e Ross Bagdasarian |
| Alvin e os Esquilos: Na Estrada | 18 de dezembro de 2015 | Walt Becker   | Randi Mayem Cantor e Adam Sztykiel      | Randi Mayem Cantor e Adam Sztykiel    | Janice Karmam e Ross Bagdasarian |

### Alvin e os Esquilos (2007)
Em uma fazenda de árvores, três esquilos com inclinações musicais, Alvin (Justin Long), o travesso encrenqueiro, Simon (Matthew Gray Gubler), o esperto do trio, e Theodore (Jesse McCartney), o esquilo gordinho e querido, encontram sua árvore cortada e são transportados para Los Angeles. Uma vez lá, eles conhecem o frustrado compositor David Seville (Jason Lee) e, apesar de uma péssima primeira impressão, eles o impressionam com seu talento para cantar. Vendo a oportunidade de sucesso, tanto humanos quanto esquilos fazem um pacto para que cantem suas canções. Embora essa ambição se revele uma luta frustrante com o trio difícil, o sonho se torna realidade, afinal. No entanto, esse sucesso apresenta suas próprias provações, já que seu inescrupuloso executivo da gravadora, Ian Hawke (David Cross), planeja separar sua família para explorar os meninos. Será que Dave e os Esquilos podem descobrir o que realmente valorizam em meio ao glamour superficial que os cerca?

### Alvin e os Esquilos 2 (2009)
Sensações pop Alvin (Justin Long), Simon (Matthew Gray Gubler) e Theodore (Jesse McCartney) acabam sob os cuidados do primo de vinte e poucos anos de Dave Seville (Jason Lee), Toby (Zachary Levi). Os meninos devem deixar de lado o super estrelato da música para voltar à escola, e têm a tarefa de salvar o programa de música da escola ganhando o prêmio de $ 25.000 em uma batalha de bandas. Mas os esquilos inesperadamente encontram seu par em três esquilos cantores conhecidos como The Chipettes - Brittany (Christina Applegate), Jeanette (Anna Faris) e Eleanor (Amy Poehler). Fagulhas românticas e musicais são acesas quando os Esquilos e as Chipettes se enfrentam.

### Alvin e os Esquilos 3 (2011)
Dave (Jason Lee), os Esquilos e os Chipettes se divertem e fazem travessuras em um cruzeiro de luxo antes de suas férias marítimas tomarem um desvio inesperado para uma ilha desconhecida. Agora, quanto mais Alvin (Justin Long) e seus amigos buscam um caminho de volta à civilização, mais óbvio se torna que eles não estão sozinhos nesta ilha isolada paraíso.

### Alvin e os Esquilos: Na Estrada (2015)
Através de uma série de mal-entendidos, Alvin (Justin Long), Simon (Matthew Gray Gubler) e Theodore (Jesse McCartney) passam a acreditar que Dave (Jason Lee) vai propor casamento a sua nova namorada em Miami ... e deixá-los. Eles têm três dias para chegar até ele e impedir a proposta, salvando-se não apenas de perder Dave, mas possivelmente de ganhar um meio-irmão terrível.

## Elenco e personagem
| Personagem           | Alvin e os Esquilos | Alvin e os Esquilos 2 | Alvin e os Esquilos 3 | Alvin e os Esquilos: Na Estrada |
| Personagem           | 2007                | 2009                  | 2011                  | 2015                            |
| Esquilos             | Esquilos            | Esquilos              | Esquilos              | Esquilos                        |
| -------------------- | ------------------- | --------------------- | --------------------- | ------------------------------- |
| Alvin Seville        | Justin Long         | Justin Long           | Justin Long           | Justin Long                     |
| Simon Seville        | Matthew Gray Gubler | Matthew Gray Gubler   | Matthew Gray Gubler   | Matthew Gray Gubler             |
| Theodore Seville     | Jesse McCartney     | Jesse McCartney       | Jesse McCartney       | Jesse McCartney                 |
| Brittany Miller      |                     | Christina Applegate   | Christina Applegate   | Christina Applegate             |
| Jeanette Miller      |                     | Anna Faris            | Anna Faris            | Anna Faris                      |
| Eleanor Miller       |                     | Amy Poehler           | Amy Poehler           | Kaley Cuoco                     |
| Humanas              |                     |                       |                       |                                 |
| David "Dave" Seville | Jason Lee           | Jason Lee             | Jason Lee             | Jason Lee                       |
| Ian Hawke            | David Cross         | David Cross           | David Cross           |                                 |
| Claire Wilson        | Cameron Richardson  |                       |                       |                                 |
| Gail                 | Jane Lynch          |                       |                       |                                 |
| Toby Seville         |                     | Zachary Levi          |                       |                                 |
| Dr. Rubin            |                     | Wendie Malick         |                       |                                 |
| Julie Ortega         |                     | Anjelah Johnson       |                       |                                 |
| Ryan Edwards         |                     | Kevin G. Schmidt      |                       |                                 |
| Xander               |                     | Chris Warren, Jr.     |                       |                                 |
| Zoe                  |                     |                       | Jenny Slate           |                                 |
| Captain Correlli     |                     |                       | Andy Buckley          |                                 |
| Agent James Suggs    |                     |                       |                       | Tony Hale                       |
| Miles                |                     |                       |                       | Josh Green                      |
| Samantha             |                     |                       |                       | Kimberly Williams-Paisley       |
| Ashley Grey          |                     |                       |                       | Bella Thorne                    |